# Дейкун-Благонравова, Лидия Ивановна
Ли́дия Ива́новна Дейку́н-Благонра́вова (15 [27] января 1889, Шуя, Владимирская губерния — 24 сентября 1980, Москва, СССР) — русская советская актриса, театральный режиссёр, педагог, профессор (1946). Заслуженная артистка РСФСР (1933).

## Биография
Родилась 15 [27] января 1889 года в городе Шуя Владимирской губернии.
В 1910 году окончила «Курсы драмы А. И. Адашева». Во время учёбы в августе 1909 года познакомилась с Е. Б. Вахтанговым, который поступил на учёбу двумя годами позже, затем в один год прошёл два курса, в 1912—1914 годах состояла с ним в переписке, в 1940 году издала книгу воспоминаний о нём.
В том же году была принята в Московский Художественный театр (МХТ). В 1913 году перешла на постоянную службу в 1-ю студию этого театра, продолжая играть на сцене МХТ.
С 1914 года снималась в кино. Наиболее известные роли исполнила в фильмах «Закройщик из Торжка» (1925), «Каменный цветок» (1946).
В сезоне 1918—1919 годов в 1-й студии МХТ впервые выступила как режиссёр-постановщик спектакля «Дочь Йорио» Г. Д’Аннунцио (совместно с Надеждой Бромлей).
В 1924—1936 годах — актриса и режиссёр МХАТа 2-го, созданного на основе 1-й студии, вплоть до закрытия театра.
В последующие годы выступала в различных театрах как режиссёр и актриса.
В 1932—1949 годах преподавала в ГИТИСе (с 1946 — в должности профессора), с 1944 — в Театральном училище им. М. С. Щепкина, вела национальные студии (в ГИТИСе — калмыцкую и мордовскую, в Училище им. Щепкина — якутскую и таджикскую).
Во время Великой Отечественной войны выезжала с фронтовой бригадой 1-й студии МХТ на Кавказский фронт.
Была замужем за актёром МХТ и педагогом Театрального училища им. М. С. Щепкина А. И. Благонравовым (1898—1972).
Умерла 24 сентября 1980 года в Москве. Похоронена на Митинском кладбище.

## Творчество

### Режиссёр
1-я студия МХТ
- 1918 — «Дочь Йорио» Г. Д’Аннунцио (совместно с Надеждой Бромлей)
- 1929 — «Бабы» по К. Гольдони (совместно с Серафимой Бирман С. Г. и Софьей Гиацинтовой)
- 1932 — «Не всё коту масленица» А. Н. Островского
- 1934 — «В овраге» по А. Чехову

### Роли в театре
МХТ
- 1911 — «Живой труп» Л. Толстого — цыганка (первая исполнительница роли)
- 1912 — «Провинциалка» И. Тургенева — кухарка Ступендьевых
- 1912 — «Пер Гюнт» Генрика Ибсена — мать Ингрид
- 1917 — «Синяя птица» М. Метерлинка — бабушка
- «На всякого мудреца довольно простоты» А. Н. Островского — Манефа
- «У врат царства» К. Гамсуна — Ингеборг

1-я студия МХТ
- 1913 — «Гибель „Надежды“» Г. Гейерманса — Книртье
- 1913 — «Праздник мира» Г. Гауптмана — г-жа Шольц
- 1920 — «Балладина» Ю. Словацкого — мать
- 1921 — «Эрик XIV» А. Стриндберга — Карин
- 1924 — «Любовь — книга золотая» А. Н. Толстого — Екатерина II
- 1927 — «Гамлет» У. Шекспира — королева

Московский областной театр
- 1938 — «Мать» по М. Горькому — Ниловна

Московский театр «Комедия»
- 1940 — «Сын из Конго» А. Бирабо — Эмма Онзен

### Фильмография
- 1914 — Произведение искусства — Смирнова
- 1916 — Цветы запоздалые — княгиня Преклонская, мать Маруси
- 1917 — Домик на Волге
- 1918 — Заживо погребённый — Алиса Челлайс
- 1925 — Закройщик из Торжка — Ширинкина, вдова
- 1937 — На Дальнем Востоке — Варвара
- 1940 — Старый наездник — Евгения Фёдоровна, колхозный врач
- 1946 — Каменный цветок — Вихориха